# Lợn Meishan

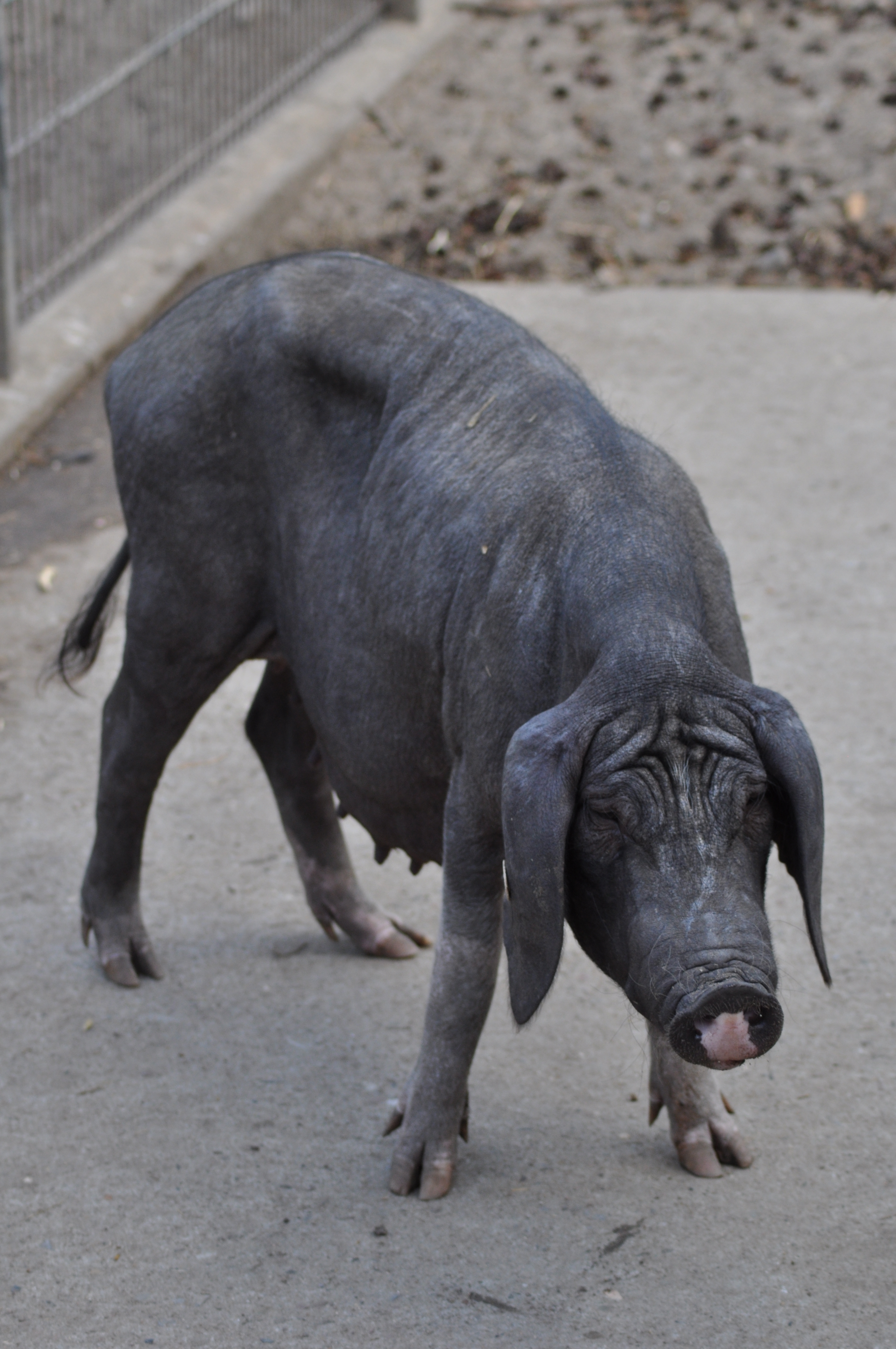
Lợn Mi Sơn

Lợn Meishan hay Lợn Mi Sơn hay còn gọi là lợn mặt nhăn là một giống lợn mắn đẻ có nguồn gốc từ Trung Quốc ở vùng Mi Sơn. Lợn Meishan từ lâu đã được xếp vào giống cực kỳ quý hiếm của Trung Quốc cần được bảo tồn nguồn gen. Lợn Meishan tuy có ngoại hình khá xấu nhưng chúng là một trong những giống lợn đẻ nhiều con của Trung Quốc và có tiềm năng di truyền để nâng cao khả năng mắn đẻ. Ngoài ra giống lợn này còn là biểu tượng cầu may trong năm mới của người dân Trung Quốc.